# Cercatori di felicità
Cercatori di felicità (Искатели счастья) è un film del 1936 diretto da Vladimir Vladimirovič Korš-Sablin.